# 黃幹
黃幹（？—？），字尚質，福州長溪縣永樂鄉察陽（今福安市陽頭街道）人，南宋理學家。父黃參以耕種、打魚為業。
黃幹和福州的黃榦均是理學家朱熹的學生。